# 1928 na arte

## Eventos
- 27 de Abril - O ballet Apollon musagète, de Ígor Stravinski, estreia em Washington.
- Oswald de Andrade, Tarsila do Amaral e Raul Bopp lançam o movimento antropofágico (Brasil).

## Quadros
- Tarsila do Amaral - Abaporu.

## Nascimentos
| Data           | Nome                 | Profissão                                                                 | Nacionalidade  | Observações | Ref   |
| -------------- | -------------------- | ------------------------------------------------------------------------- | -------------- | ----------- | ----- |
| 15 de janeiro  | Glênio Bianchetti    | pintor                                                                    | Brasil         |             |       |
| 5 de fevereiro | Alfredo Margarido    | escritor, ensaísta, investigador, professor universitário, poeta e pintor | Portugal       | m. 2010     |       |
| 30 de março    | Albano Vizotto Filho | pintor e escultor                                                         | Brasil         | m. 2002     |       |
| 28 de abril    | Yves Klein           | artista                                                                   | França         | m. 1962     |       |
| 3 de junho     | Donald Judd          | pintor                                                                    | Estados Unidos | m. 1994     |       |
| 14 de junho    | Yvan Delporte        | autor de banda desenhada                                                  | Bélgica        | m. 2007     |       |
| 15 de junho    | Gilvan Samico        | pintor, desenhista e gravurista                                           | Brasil         | m. 2013     |       |
| 25 de junho    | Alex Toth            | cartunista, ilustrador e desenhista de animação                           | Estados Unidos | m. 2006     |       |
| 25 de junho    | Peyo                 | cartunista, ilustrador                                                    | Bélgica        | m. 1992     |       |
| 10 de julho    | Bernard Buffet       | pintor                                                                    | França         | m. 1999     |       |
| 6 de agosto    | Andy Warhol          | pintor                                                                    | Estados Unidos | m. 1987     |       |
| 24 de agosto   | Dimas Macedo         | escultor e pintor                                                         | Portugal       | m. 2009     |       |
| 6 de setembro  | Fumihiko Maki        | arquitecto                                                                | Japão          |             |       |
| 12 de dezembro | Helen Frankenthaler  | pintora                                                                   | Estados Unidos | m. 2011     |       |
| 19 de dezembro | Nathan Oliveira      | pintor e escultor                                                         | Estados Unidos | m. 2010     |       |
| ??             | Sante Scaldaferri    | ator e pintor                                                             | Brasil         |             |       |
| ??             | Flávio Shiró         | pintor, gravador, desenhista e cenógrafo                                  | Japão          |             |       |
| ??             | Sante Scaldaferri    | ator e pintor                                                             | Brasil         |             |       |
| ??             | Carlos Calvet        | arquitecto, artista plástico e pintor                                     | Portugal       |             | [ 1 ] |

## Mortes
| Data            | Nome                                | Profissão  | Nacionalidade | Observações | Ref |
| --------------- | ----------------------------------- | ---------- | ------------- | ----------- | --- |
| 24 de fevereiro | Adamo Boari                         | arquitecto | Itália        | n. 1863     |     |
| 1 de junho      | Francisco de Paula Ramos de Azevedo | arquitecto | Brasil        | n. 1851     |     |
| ??              | Albert Lebourg                      | pintor     | França        | n. 1849     |     |

## Prémios
- Prémio Valmor e Municipal de Arquitectura 1928 - Pardal Monteiro[2].